# Spermophorides elevata
Spermophorides elevata là một loài nhện trong họ Pholcidae. Loài này được phát hiện ở vùng Địa Trung Hải.